# 井形卓三
井形 卓三（いがた たくぞう、1904年（明治37年）3月13日 - 1991年（平成3年）3月13日）は、昭和時代の政治家。東京都本郷区長、文京区長。文京区名誉区民。

## 経歴
埼玉県に生まれる。旧制熊谷中学、第八高校を経て、東京帝国大学経済学部卒業。
1945年（昭和20年）12月、本郷区長に就任。1947年（昭和22年）4月、文京区初代区長に就任し、1967年（昭和42年）9月16日の任期満了まで5期20年にわたり区長を務めた。在任中は文京区庁舎と公会堂を建設し、第2庁舎を設置する。1958年には日本国際連合協会を代表して東京都議会副議長の浦部武夫と共にブラッセル（ベルギー）を視察。1965年に東京都の区長会会長に選ばれた。
区長退任後は、文京信用金庫理事長、文京区美術会会長、文京区郷土史研究会会長、森鴎外記念会理事長などを歴任した。
旧宅跡に森鷗外記念館を設立しようと努め、永井荷風に相談した 。

## 栄典
位階
- 1991年（平成3年）3月13日 - 正五位[1]

勲章等
- 1965年（昭和40年）10月11日 - 藍綬褒章[1][17]
- 1974年（昭和49年）4月29日 - 勲四等旭日小綬章[1][18]

## 著作
- 井形卓三 著「金原さんのこと」、金原おやじ追慕の会 編『作輔のおもかげ』金原出版、1966年、272-273頁。doi:10.11501/2986791。国立国会図書館書誌ID:2986791。 全国書誌番号:66004532。金原作輔を追悼。
  - 『図書並に図書館関係雑誌記事索引』第2巻、編集部 編、金沢文圃閣〈文圃文献類従 53：図書館・読書・出版界データベース集成「昭和戦後編」〉、2017年3月、24頁。ISBN 978-4-907236-42-7。『出版ニュース』1962年1月中・下旬号～1968年12月下旬号。